# ヘンリー・ジョージの定理

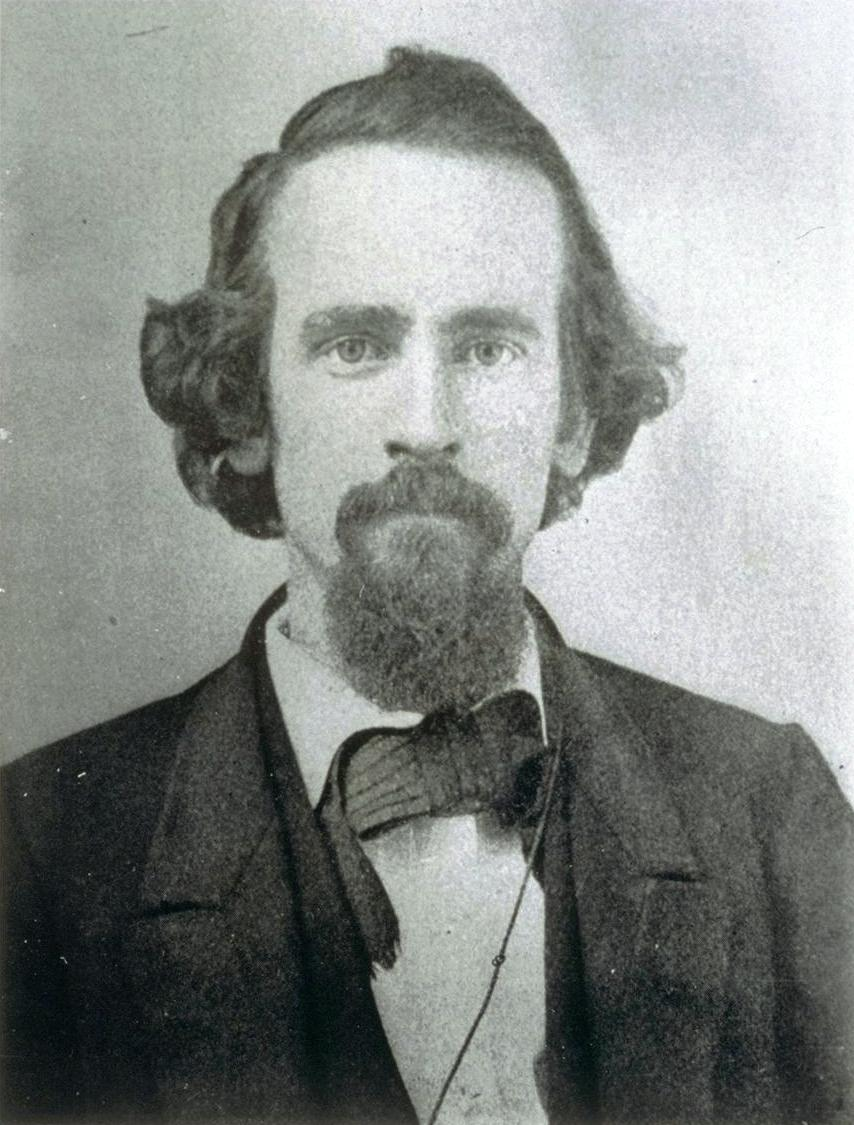
ヘンリー・ジョージ

ヘンリー・ジョージの定理（英: The Henry George Theorem）は、最適な都市の規模と数の下では、集積によって生じる正の外部性へのピグー補助金の総額が、その都市の地代の総額に等しくなるという理論的結果のこと。19世紀のアメリカの政治経済学者で活動家のヘンリー・ジョージに因む。地代に100％の税を課し、それでピグー補助金を賄ったときの財政余剰をヘンリー・ジョージの財政余剰と呼ぶ。つまり、ヘンリー・ジョージの定理は、「最適な都市の規模と数の下では、ヘンリー・ジョージの財政余剰がゼロとなる」ことである。

## 概要
ヘンリー・ジョージの定理は最適な都市の数を考えるときに用いられる。ヘンリー・ジョージの財政余剰は、都市の数が最適な数に設定されているときゼロになる。都市の数が過大（つまり個々の都市の規模が過少）のときはヘンリー・ジョージの財政余剰は負になる。逆に、都市の数が過少（つまり個々の都市の規模が過大）のときはヘンリー・ジョージの財政余剰は正になる。都市の規模が大きくなりすぎて、集積がもたらす外部生がマイナスになるときはピグー補助金はマイナスになる（つまりピグー税になる）。
デベロッパー理論の文脈で言い換えると以下のようになる。
```
地方公共財の利用に対して最適な（混雑の社会的限界費用に等しい）混雑税が課税されている場合には、地方公共財の総供給費用が地域内の地代の総額の和に等しくなるときに、コミュニティーの住民数（あるいは、コミュニティーの数）が最適になる。（原文ママ）
```

多数の企業が差別化された財を生産する独占的競争市場のモデルを用いて、消費者が差別化されたバラエティを多く購入できるようになることで集積の経済が発生する環境の下で、次善（セカンド・ベスト）のヘンリー・ジョージの定理も示されている。独占的競争市場下では、「ヘンリー・ジョージ財政余剰がゼロになること」が最適な都市の数となる条件とはならず、価格支配力を持つ企業の価格設定行動が歪められることによる死荷重を考慮する必要があることが示されている。

## 実証研究
金本良嗣は日本の各都市圏について地価総額とピグー補助金総額の比率を計算し、東京大都市圏のその比率が他の都市圏の比率よりも大きいかどうかを検証することで、東京大都市圏が過大なのかどうかを分析した。初期の研究では東京の都市規模が過大であるという結果が得られていないが、データを改善した研究では東京の都市規模が過大であるという結果を得ている。

## 公共財への支出と総家賃の関係について
ヘンリー・ジョージの定理は、「公共財への支出がその総家賃をその支出額以上に増加させる」という理論結果のことを指すこともある。このことは、18世紀にフランスの重農主義者によって初めて指摘され、土地価値に基づく税金の徴収を提唱する理由の一つとなっている。この理論的結果の前提の下では、税金が土地価値を創出する公共投資の費用を補うために役立つと考えられる。ヘンリー・ジョージは、この公共収入の調達方法を彼の著作（特に『進歩と貧困』）で広め、土地にのみ課税すべきという『単一税』運動を始動させた。
ジョセフ・スティグリッツは、特定の条件下では、公共財への有益な投資がその投資のコストと同等以上に土地家賃を増加させることを示した。ヘンリー・ジョージは、地価が公共事業によって上昇するにつれて、その家賃が公共収入の最も合理的な源泉になると主張し、他のすべての税金を土地価値税で置き換えることを提唱した。
現存する所得や投資に対する課税の負担によって抑制されているにもかかわらず、既存の土地価格さえも、すべての地方政府で税金を代替するのに十分であると示した研究もある。この定理が最適な都市や企業規模を決定するための実用的な指針を提供するかどうかについても議論された。